# 戰時標準船

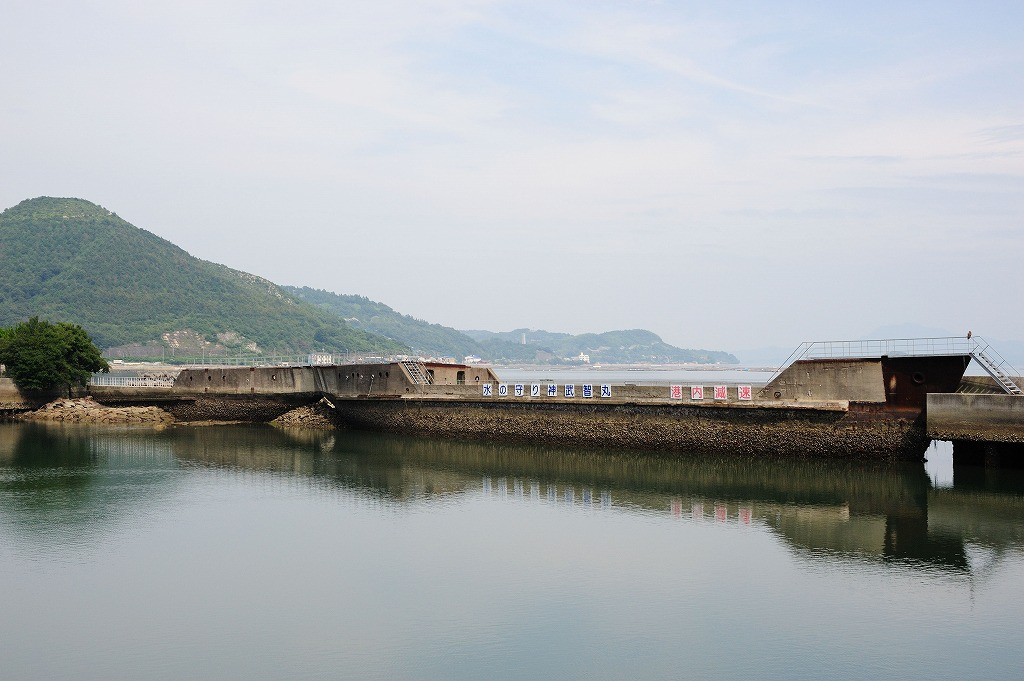
日本的戰時標準船很多在二戰後都成為防波堤

戰時標準船（戦時標準船），簡稱戰標船。是日本在第二次世界大戰時以官方政策引領下興建的一系列船型總稱，其角色相等於美國在二戰時建造的自由輪。

## 建造背景
大約在1937年，日本政府因第一次世界大戰得到的經驗，開始規劃以最簡潔材料、最短製造工時完成的動員用船舶。
太平洋戰爭爆發初期，日本全国的商船保有量为630万总吨，根據日本海军當時估计: 日本在开战后的第一年度(1942年)将损失80-100万总吨的商船，第二年度(1943年)下降到60-80万总吨，第三年度(1944年)以后为40-60万总吨。因此日本海军计划在第一年度补充建造45万总吨，第二年度建造60万总吨，第三年度以后每年建造80万总吨; 日本為了補充損失以維持其海上航線不被中斷，為此大本營推動「戰時標準船」以弥补战争中預計的损失。
戰時標準船主要建造的種類包括有運輸一般貨物或礦砂的散貨船、運輸燃油的液貨船。但除了這兩類外，一部分特規船舶也使用戰時標準船的船體規格進行改造，如青函渡輪、陸軍航空部隊使用的特TL船、雄野丸，兩棲運輸的機動艇等。在日本戰敗前，曾進行了4次建造戰時標準船的計劃，但僅完成了前3批次的建造，總共建造了一千餘艘戰時標準船。

## 建造情況
第一次戰時標準船
從1941年開始建造，設計是從遞信省所頒發的「遞信省標準船」計畫成果設計船型簡化。建造标准参照了1939年度日本船舶改善协会的造船标准，强调了材料规格的统一化、工程工艺的简易化和附件设备的统一化，为了在战后能够继续使用，第一批次战标船的总体規格維持了較正常的安全性，但建造週期較久。根据《海上护卫战》记载，這個版本的艦艇製造了186艘，完工時間在1943至1944年間，日本戰敗時僅剩11艘。
1A型（6,400噸，三脹式往復式蒸汽引擎或雙缸式蒸汽引擎，設計航速12節、海試極速15節）
用於東南亞與日本間長距離運輸業務的雜貨船，由川南工業香燒島造船廠設計，完成8艘。但最後3艘又被稱為中間2A型戰標船，此級艦艇的主機有兩款不同型號，且為了縮減製造工時鍋爐也有不同規格。船上裝有12具5噸級吊運力的起重機與1具30噸級吊運力的起重機。
1B型（4,500噸，蒸氣渦輪引擎，設計航速11.5節、海試極速14節）
專供中國大陸與日本間運輸業務的雜貨船，由浦鶴船渠公司設計，裝有10具5噸級吊運力的起重機、1具30噸級吊運力的起重機，完成16艘
1C型（2,700噸，三脹式往復式蒸汽引擎，設計航速11節、海試極速14節）
與1B型相同定位的雜貨船，由日本鋼管鶴見造船廠設計，裝有8具5噸級吊運力的起重機、1具20噸級吊運力的起重機，完成34艘。
1D型（1,900噸，三脹式往復式蒸汽引擎，設計航速10節、海試極速13.2節）
運輸戰車等特規重型貨物的雜貨船，船上裝有6具5噸級起重機、1具30噸級起重機，由日本鋼管鶴見造船廠設計，完成22艘。
1E型（830噸，柴油引擎，設計航速10節、海試極速12.4節）
供應日本本土、朝鮮半島等沿海區域運輸的小型雜貨船，由尼崎船渠公司設計，建造14艘。
1F型（490噸，柴油引擎，設計航速10節、海試極速12節）
由三菱重工下關造船廠設計，用於沿岸短程運輸的小型雜貨船，建造22艘。
1K型（5,300噸，三脹式往復式蒸汽引擎，設計航速10.5節、海試極速13.5節）
礦石運輸船，專用於運輸大冶鐵礦開採的鐵礦砂供應八幡製鐵所。由三菱重工神戶造船廠設計，建造20艘。其中5艘由日立造船櫻島工廠承攬的訂單使用了一部分第二批次的設計。
1TL型（10,000噸，蒸氣渦輪引擎，設計航速16.5節、海試極速19節）
第一批次尺寸最大的船款，燃料運輸艦。主要用途是東南亞油田原油運輸艦、艦隊燃料補給艦，由播磨造船廠設計。原定生產25艘、21艘完工。剩餘4艘額度後來被挪用給特1TL型，但該版本僅完工2艘。
1TM型（5,200噸，渦輪蒸氣引擎，設計航速12.5節、海試極速15.5節）
中噸位版本燃料運輸艦，由三菱重工橫濱造船廠設計，完工26艘
1TS型（1,010噸，三脹式往復式蒸汽引擎，設計航速10節、海試極速12節）
小噸位版本燃料運輸艦，由浪速船渠公司設計，完工6艘。
第二批次戰時標準船
在1942年後期，由於美國海軍採用與納粹德國相同的狼群戰術，加上瓜達爾卡納爾島戰役中损所造成的運輸船損失完全超出了日本海軍所有的預算，尤其到了1943年後情況更嚴重，已令日本不能把從各佔領區掠取的資源運回日本，日本在1943年開始生產的戰時標準船第二次型以利於大量生產和節約材料為優先，故大幅簡化船隻設計、並導入模組化架構造船，以滿足120萬噸的生產計劃，此版本中的2E型甚至能在1個月完工。
然而，過度簡化的戰標船在速度和鋼材品質等方面都顯著下降，由於使用低品質鋼材建造，船隻是以「船體壽命3年、輪機1年」的規格設計，且簡化船隻結構將雙重船底改為單層船底，抗損性也大幅下降，使用期間更是故障甚至事故不斷，日本使用者甚至戲謔第二次型標準船為「轟沉型」; 根据《海上护卫战》记载，戰時標準船第二次型实际建成844艘，總噸位量186.783万总吨，為戰標船的最主要型號，雖然在二戰結束後還有約四分之三的第二批次戰標船仍倖存，但是其低安全係數的粗製濫造讓駐日盟軍總司令僅保留少數大噸位版本繼續使用，大部分倖存船隻皆不允許繼續使用。
2A型（6,600噸，三脹式往復式蒸汽引擎或渦輪蒸汽引擎，設計航速9節（三脹式）或10節（渦輪）、海試極速13節）
由1A與1B戰標船設計結合的簡化版，三菱重工長崎造船廠設計，計畫建造95艘，實際完成90艘。
2D型（2,300噸，往復式蒸汽引擎，設計航速9節、海試極速11節）
由1C與1D型設計整合的簡化版，日本鋼管鶴見造船廠設計，計劃建造116艘、實際完工104艘，但有部分是在日本投降後才完成。船隻卸貨設備沿襲了1D型規格，為1具吊運力30噸與5具吊運力5噸的起重機。
第三批次戰時標準船
随着船舶动力系统产能的提升，日本在1943年12月规划建设6种第三次型战时标准船（4种货船和2种油船）。日军根据前两年战争的经验，强调了商船速度的提升，因此第三次战标船加大了发动机功率以提高航速，为了增强抗沉性增加了船体横隔壁。但此时的日本已经逐渐陷入穷途末路，第三次型各型均只完工几艘便迎来了日本投降。在戰爭末期為了增加船舶的生存能力，因此發布了第四次戰時標準船規格，部分第四次版本在日本投降後才完工，投入復建作業。
日本戰敗後，尚未被擊毀的戰時標準船仍然在各種運輸任務中使用，但由於採取低安全規格設計，因此發生過因強度不足而沉沒的海難。為了解決這類船隻的隱患，日本政府在1950年通過了「低性能船舶購入法」，由政府買回這些有安全疑慮的船隻，絕大部分戰時標準船家族經由這個法律被日本政府回購後拆解，到1960年代左右已經不再使用。

## 使用國家
- 日本

## 相关條目
- 自由輪